# Aedes furcifer
Espèce
Aedes furcifer est une espèce d'insectes diptères, un moustique retrouvé en Afrique australe et équatoriale. C'est une espèce vectrice de nombreuses arboviroses en Afrique tropicale, dont la fièvre jaune, la dengue et le chikungunya.